# Mysmenopsis palpalis
Espèce
Synonymes
- Lucarachne palpalis Kraus, 1955

Mysmenopsis palpalis est une espèce d'araignées aranéomorphes de la famille des Mysmenidae.

## Distribution
Cette espèce se rencontre au Honduras, au Guatemala et au Mexique au Chiapas et au Veracruz,.

## Publication originale
- Kraus, 1955 : Spinnen aus El Salvador (Arachnoidea, Araneae). Abhandlungen der Senckenbergischen Naturforschenden Gesellschaft, vol. 493, p. 1-112.